# 囊瓦
囊瓦（？—？），羋姓，囊氏，名瓦，字子常，中国春秋时期楚国的令尹。他是公子贞（子囊）的孙子。

## 生平
前519年，囊瓦担任令尹，修郢都城墙，被沈尹戌反对。前516年，楚平王去世，他想舍弃太子而立公子申，公子申怒斥了囊瓦。前515年，囊瓦听信费无忌的谗言，杀害了郤宛。楚国人都怨囊瓦。囊瓦于是接受沈尹戌的建议，杀死费无忌。前508年，他讨伐吴国失败。前507年，他向唐成公、蔡昭侯索贿，失去了唐国、蔡国的支持。前506年，吴王阖闾联合唐国、蔡国伐楚，柏举之战，楚国大败，囊瓦逃到郑国。吴军攻入郢都。
《东周列国志》称囊瓦逃郑后，伍子胥以为楚昭王也在郑国，便威胁郑定公，郑定公归咎于囊瓦，囊瓦自杀。